# Callista chione
Il fasolaro, chiamato anche fasolara (Callista chione) è un mollusco bivalve della famiglia dei Veneridae.

## Habitat e distribuzione
Vive infossato su fondali sabbiosi e fangosi, dalle isole britanniche a tutto il mar Mediterraneo.

## Descrizione
Caratterizzata da conchiglia grande e ovale, esternamente lucida e interamente porcellanacea, con margine liscio. Di colore marrone rosato è percorsa da striature concentriche di colore marrone-rossastro e raggi più scuri che partono dall'apice proiettandosi verso il margine. Raggiunge una larghezza di 8–10 cm.

## Riproduzione
La riproduzione avviene nel mese di aprile.